# Distrito de Rupa-Rupa

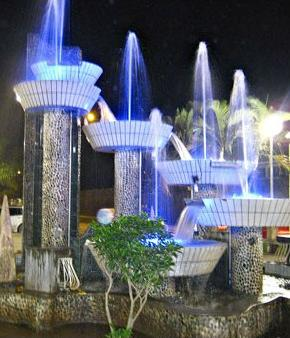
Fuente de la plaza del Colono.

El distrito del Rupa-Rupa (del quechua: rupharupha, 'muy cálido') es uno de los diez que conforman la provincia de Leoncio Prado, ubicada en el departamento de Huánuco en el centro del Perú. Su capital es la ciudad de Tingo María.
Desde el punto de vista jerárquico de la Iglesia católica forma parte de la diócesis de Huánuco, sufragánea de la arquidiócesis de Huancayo.

## Historia
El distrito fue creado mediante Ley del 9 de septiembre de 1946, en el gobierno del Presidente José Luis Bustamante y Rivero.

## Geografía
Abarca una superficie de 428,58 km².

## Capital
La ciudad capital del distrito es Tingo María, Ciudad de la Bella Durmiente.

## Autoridades

### Municipales
- 2011 - 2014[2]
  - Alcalde: Miguel Meza Malpartida, del Movimiento Político Alianza Para el Progreso (APP).
  - Regidores: José Wilfredo Zavala Solórzano (HyNP), Aquiles Dávila Sánchez (HyNP), Luis Armando Pinedo Dávila (HyNP), Sabino Claudio Chumpitaz Quispe (HyNP), Pedro Henrry Castillo Falcón (HyNP), Janeth Ellen Javier Cuchilla (HyNP), Susan Cecilia Paredes Salazar (HyNP), César Augusto Miranda Aguilar (Somos Perú), Jorge Ríos Alvarado (Frente Amplio Regional), Carlos Alberto Silva Ríos (Luchemos por Huánuco), Eulalia Fernández Orbezo (Restauración Nacional).[3][4]

### Policiales
- Comisario:  PNP.

### Religiosas
- Diócesis de Huánuco[5]
  - Obispo: Mons. Jaime Rodríguez Salazar, MCCJ.

## Atractivos turísticos del distrito
- Jardín botánico de Tingo María, con biodiversidad de animales y plantas está dentro de la ciudad
- Mirador de la Cruz Conocido también como mirador de san Francisco en 9 de octubre.
- Comunidad Nativa Bena Jema en Buenos Aires (Afilador)
- Serpentario "Animals' Paradise" en castillo grande
- Plaza El Colono esta plaza fue construida en memoria a los primeros pobladores de Tingo María
- Cueva de las Lechuzas
- Aguas Sulfurosas
- Laguna de los Milagros

## Festividades
- 24 de junio: Fiesta de San Juan. En la víspera bailan alrededor de fogatas con conjuntos típicos. Al amanecer hay un baile de pandillada en donde la gente baila alrededor de un árbol cargadas de regalos y que se le conoce con el nombre de "Yunsa". En las playas del río Huallaga (playa Tingo) se organizan bailes y ferias artesanales. Todos degustan del “Juane” ese día.
- 15 de octubre: Aniversario de la ciudad de Tingo María (Capital de la provincia).